# Омороков Леонід Іванович
Леонід Іванович Омороков (29 квітня 1881, с. Кам'янка Бердянського повіту Таврійської губернії — 30 березня 1971, м. Казань) — російський невропатолог, доктор медицини, заслужений діяч науки Татарської АРСР.

## Біографія
Леонід Іванович Омороков походив із міщанської родини. Загальну середню освіту здобув у Катеринославській класичній гімназії. Рано втратив матір, і через матеріальну незабезпеченість сім'ї, починаючи з 5-го класу, постійно заробляв життя приватними уроками.
У 1901–1907 рр. Л. І. Омороков навчався в Імператорській Військово-медичній академії в Санкт-Петербурзі, при якій згодом і був залишений за обраними спеціальностями — нервові та душевні хвороби.
У 1905 р. він добровільно залишив навчання і вирушив на російсько-японський фронт до Маньчжурії, де військовий подвиг Л. І. Оморокова був відзначений Георгіївським хрестом.

## Наукова діяльність
Після закінчення навчання у 1907 р. під керівництвом В. М. Бехтерєва Л. І. Омороков вивчав основи клініки нервових та психічних хвороб.
У 1911 р. він захистив докторську дисертацію під назвою «Газообмін при душевних захворюваннях».
Наукові інтереси Л. І. Оморокова були надзвичайно багатогранні. Він удосконалював свої знання у найкращих клініках та лабораторіях Європи, якими керували Герман Оппенгейм, Жуль Жозеф Дежерін та Жозеф Бабінскі (нервові хвороби), Еміль Крепелін (психіатрія), Копш, Якобсон, Людвіг Ашофф та Алоїс Альцгеймер (анатомія та патологія нервової системи), Ернст Леопольд Сальковський (біохімія), Фікер (бактеріологія), Ерліх (серологія), І. І. Мечников (анафілаксія в Пастерівському інституті Парижа).
Після повернення з-за кордону упродовж короткого часу Л. І. Омороков читав доцентський курс патоморфології та семіотики нервових хвороб в Імператорській Військово-медичній академії в Санкт-Петербурзі.
У 1914–1917 рр., Під час Першої світової війни, він був мобілізований на північно-західний фронт, де був начальником фронтового госпіталю.

## Керівництво кафедрами у Томському та Казанському університетах
У жовтні 1917 р. Л. І. Омороков був обраний професором невропатології Томського університету, де він організував першу в Сибіру кафедру нервових та душевних хвороб, якою керував до 1936 р.
Основні наукові напрями цього періоду було присвячено нейроморфологічним дослідженням нервової системи. Л. І. Омороков розробляв розпочаті професором П. Л. Авроровим та П. І. Тиховим дослідження з вирощування нервової тканини поза організмом і запропонував свою оригінальну методику. Ним було створено нейрогістологічну лабораторію та патологоанатомічний музей, організовано науковий студентський гурток із неврології.
Світову популярність Л. І. Оморокову принесли йому дослідження, присвячені кожевниковській епілепсії.
Він вивчив епідеміологію, клініку та патоморфологію цієї хвороби в Сибіру, навівши докази її інфекційної природи. Л. І. Омороков прокурирував 104 хворих на кожевниковську епілепсію, на той час це було найбільша кількість спостережень у світі.
Він збагатив семіотику нервових хвороб описом тибіального феномену при ураженні мозолистого тіла та створив підручник «Введення в клінічну невропатологію», який дотепер має популярність серед студентів та лікарів.

Потім упродовж тридцяти років — з 1936 по 1967 рр. — Л. І. Омороков очолював кафедру нервових хвороб Казанського державного медичного інституту.
Благородство, честность и прямота, присущие талантливому ученому, не могли не сказаться на существовавшей в клинике атмосфере . Под его руководством работали известные неврологи Н. И. Савченко, Е. И. Еселевич, М. В. Кочергин, Ф. И. Вольтер, В. М. Сироткин, В. И. Танкиевская и многие другие. Леонид Иванович устанавливал деловые связи тогда, когда этого требовала клиническая деятельность. Так, придавая особое значение повреждениям клеток коры моторной зоны в происхождении кожевниковской эпилепсии, он налаживает контакт с хирургами и совместно с ними внедряет в практику оперативное лечение этой патологии.

Круг научных интересов Л. И. Оморокова был необычайно широк и охватывал вопросы как невропатологии, так и психиатрии. Исследовательские работы его отличались углубленным анализом заболеваний мозга и детальной их верификацией.— Исмагилов М. Ф., Попелянский Я. Ю. К 120-летию со дня рождения Л. И. Оморокова (1881 — 2001)
Л. І. Омороков опублікував близько вісімдесяти наукових праць із різних проблем неврології.
Л. І. Омороков одним із перших розробив методику вирощування нервових клітин у штучному середовищі. Ним було виявлено патоморфологічний субстрат особливої форми епілепсії — «хореїчної падучої» В. М. Бехтерєва.
У 1940 Л. І. Оморокову було надано почесне звання «Заслужений діяч науки Татарської Автономної Радянської Соціалістичної Республіки». Він був також нагороджений «Орденом Леніна».

## Відомі адреси
- Казань, вулиця Толстого, будинок 6, квартира 1.[5]